# Karoran
Karoran è una suddivisione dell'India, classificata come census town, di 20.351 abitanti, situata nel distretto di Rupnagar, nello stato federato del Punjab. In base al numero di abitanti la città rientra nella classe III (da 20.000 a 49.999 persone).

## Geografia fisica
La città è situata a 30° 48' 19 N e 76° 49' 14 E.

## Società

### Evoluzione demografica
Al censimento del 2001 la popolazione di Karoran assommava a 20.351 persone, delle quali 11.380 maschi e 8.971 femmine. I bambini di età inferiore o uguale ai sei anni assommavano a 3.026, dei quali 1.652 maschi e 1.374 femmine. Infine, coloro che erano in grado di saper almeno leggere e scrivere erano 13.317, dei quali 8.319 maschi e 4.998 femmine.